# 480-ті
Раннє Середньовіччя. У Східній Римській імперії правління Флавія Зенона. На Апеннінському півострові першу половину десятиліття правив король Італії Одоакр, у другій половині туди вторглися остготи на чолі з Теодоріхом Великим. У Європі утворилися численні варварські держави, зокрема Іберію та південь Галлії займає Вестготське королівство, Північну Африку захопили вандали, утворивши Африканське королівство, у Тисо-Дунайській низовині утворилося Королівство гепідів. На півночі Галлії салічні франки розширили свої володіння за рахунок римо-галльських територій, у Західній Галлії встановилося Бургундське королівство. Остготи займають Мезію, Македонію і Фракію.
У Південному Китаї править династія Південна Ці, на півночі — Північна Вей. В Індії правління імперії Гуптів. У Японії триває період Ямато. У Персії править династія Сассанідів.
На території лісостепової України Черняхівська культура. Історики VI століття згадують плем'я антів, що мешкало на території сучасної України приблизно з IV сторіччя. У Північному Причорномор'ї центр володінь гунів, що підкорили собі інші кочові племена, зокрема сарматів, булгар та аланів.

## Події
- 481 року королем салічних франків став Хлодвіг. Надалі він завойовував вірну Риму область у Північній Галлії, де правив Сіагрій.
- 482 рік вважається роком заснування Києва.
- У Візантійській імперії імператор Флавій Зенон подолав бунт узурпатора Леонтія. У першій половині десятиліття імперія мала часті проблеми з остготами Теодоріха Великого. Зрештою Теодоріх отримав титул військового магістра імперії, й Флавій Зенон наказав йому повалити короля Італії Одоакра.
- 489 року Теодоріх Великий увійшов у Північну Італію, де йому на допомогу прийшли вестготи. Після кількох поразок король Італії Одоакр змушений був зачинитися за мурами Равенни.
- Спроба Флавія Зенона пом'якшити протиріччя між західною і східними церквами призвела ще більшої конфронтації. Папа Римський Фелікс III відлучив від церкви патріархів Константинополя й Александрії. Виникла криза з Акакіанською єрессю, яку подолали тільки в 519.
- На Персію чинили значний тиск ефталіти. Відбулося також повстання у Вірменії.
- У Північному Китаї була проведена земельна реформа «рівних полів».